# Château de Rixensart
Le château de Rixensart est un château habité par les princes de Merode et situé à Rixensart dans la province belge du Brabant wallon.
Le château appartient depuis 1715 à la famille de Merode qui l'habite toujours. Il comporte une cour intérieure et une avant-cour et compte une tour-porche, quatre tours d'angle, quatre portails armoriés, des jardins attribués à André Le Nôtre ainsi qu'un intérieur d'un grand intérêt.

## Localisation
Le château de Rixensart est situé à l'intersection de la rue de l'Église, de l'avenue Royale et de la drève du Château, à côté de l'église Sainte-Croix de Rixensart et face au monument au comte Félix de Merode.

## Historique
La seigneurie de Rixensart, mentionnée dès 1217, a appartenu au lignage de Limal avant d'être vendue en 1536 à la famille de Croy.
Le domaine échoit par mariage en 1586 à Charles de Gavre, dont la fille épouse Philippe-Hippolyte Spinola, comte de Bruay, Grand d'Espagne, gouverneur de Lille, Douai et Orchies.
C'est à cette époque que le château prit sa forme actuelle.
Le château a été transmis en 1715 par la comtesse douairière de Bruay, veuve de Philippe de Spinola, à la famille de Merode qui l'habite toujours,.
Les jardins auraient été inspirés d'un dessin d'André Le Nôtre, l'architecte de Louis XIV qui a dessiné les jardins de Versailles,,.
Après trois siècles d'occupation, les propriétaires et leurs administrateurs mettent le château et son domaine d'environ 130 hectares en vente publique le 21 juin 2018 pour une vente en huit lots,,,. Les enchères étant restées trop basses (1,7 million d'euro pour le premier lot qui comprenait le château lui-même, ses dépendances, le parc et l'église), les vendeurs décident de le retirer de la vente publique.
Depuis le 15 novembre 2018, le château de Rixensart et son parc sont propriété de la Fondation Merode-Rixensart créée par le prince Charles-Louis de Merode, son épouse, la Comtesse Clotilde d'Oultremont, et leurs enfants. Le prince Charles-Louis de Merode, consul honoraire du Royaume de Belgique à Aix-la-Chapelle, fondateur du Carnet mondain, est le neveu de la princesse Henri de Merode, qui était la précédente propriétaire avec ses enfants,,,,,.

## Statut patrimonial
Le château et ses dépendances font l'objet d'un classement au titre des monuments historiques depuis le 15 mai 1964. Un nouvel arrêté a été pris le 20 novembre 1972 pour classer également les terrains environnants.

## Architecture

### Plan d'ensemble
Le château de Rixensart comprend :
- une avant-cour, au sud ;
- un quadrilatère orné de tours d'angle, au nord, constituant le château proprement dit ;
- l'ancienne chapelle castrale, à l'ouest (remplacée aujourd'hui par l'église paroissiale Sainte-Croix) ;
- les jardins, à l'est.

### L'avant-cour

#### Portail méridional
Le château présente du côté de la rue un remarquable portail baroque en briques rouges et en pierre bleue, dont la partie supérieure fut ajoutée en 1930.
Les piédroits du portail, rythmés de bandeaux et de bossages de pierre bleue, supportent un arc en plein cintre à claveaux en saillie. Ces piédroits se prolongent par des pilastres de structure similaire mais plus étroits qui supportent un entablement et délimitent des écoinçons faits de briques et de pierre bleue.
L'entablement supporte un fronton à volutes dont le tympan est orné du blason des Bruay.
Un second entablement, plus petit, porte deux lions de pierre encadrant un minuscule fronton circulaire sommé d'une boule de pierre.
|  |  |

#### Avant-cour
Le portail donne accès à l'avant-cour (ou basse-cour).
Celle-ci est délimitée à gauche et à droite par des bâtiments annexes, appelés « communs », édifiés en briques et recouverts d'une toiture d'ardoise percée de nombreuses lucarnes.
Le bâtiment de droite présente une porte dont les piédroits en grès ferrugineux supportent un arc cintré en pierre blanche à clef et à sommiers saillants. Cette porte est flanquée de fenêtres à traverses de pierre.
Le bâtiment de gauche présente, quant à lui, des fenêtres à meneau et traverse de pierre.
Au nord des communs, l'avant-cour est délimitée, à gauche, par l'église paroissiale Sainte-Croix et, à droite, par une terrasse reposant sur une galerie orientée vers les jardins.

### Le château
Le château proprement dit, situé au nord, consiste en un quadrilatère doté de quatre tours d'angle et d'une tour-porche.

#### Tour-porche

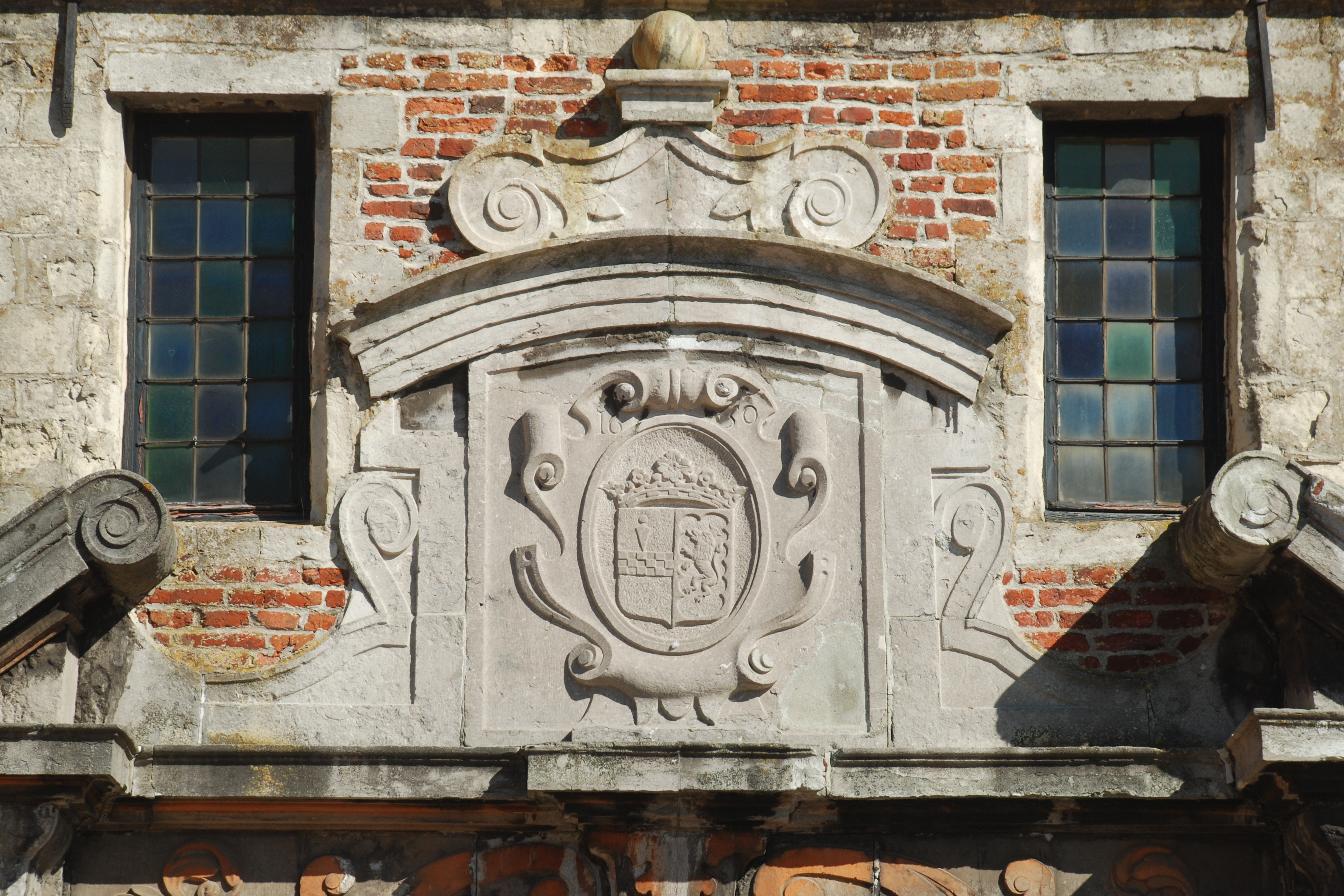
Blason ornant le portail de la tour-porche.

La tour-porche est percée au rez-de-chaussée d'un portail de style baroque en pierre bleue. Ce portail est encadré de colonnes à chapiteaux toscans supportant un fronton brisé à volutes, orné du blason des Bruay déjà rencontré sur le portail méridional. Les écoinçons du portail, richement ornés, présentent une décoration de feuillages, de volutes et de perles.
La tour, renforcée par de nombreuses ancres de façade et percée de trous de boulin dans sa partie supérieure, présente une maçonnerie de briques rouges agrémentée de bandes horizontales de pierre blanche, ainsi que de chaînages d'angle réalisés dans le même matériau.
Les fenêtres du deuxième étage présentent la particularité de posséder des traverses non pas en pierre mais en bois. 
La façade méridionale de la tour est ornée d'un grand cadran solaire (au deuxième étage) et d'une grande horloge murale en bois et fer forgé (au dernier étage).
La tour est surmontée d'une flèche d'ardoises percée de lucarnes et sommée d'une girouette.
|  |  |  |

#### Quadrilatère et tours d'angle

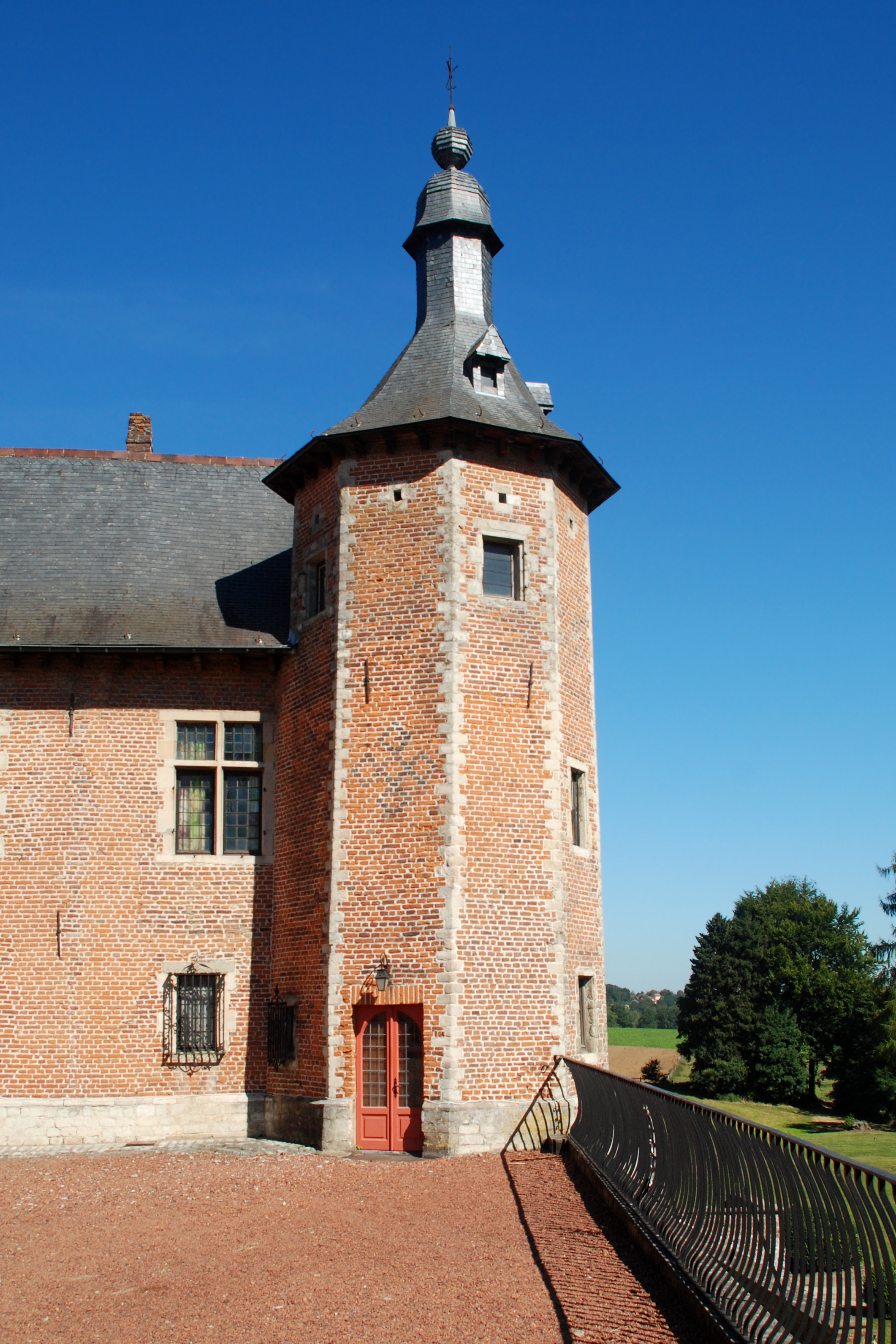
Tour d'angle.

Le château est composé de quatre ailes et de quatre tours d'angle.
Les ailes présentent un soubassement en pierre blanche et une maçonnerie de briques rouges percée de nombreuses fenêtres à meneau, traverse et encadrement de pierre blanche. Chacune de ces ailes est surmontée d'une longue toiture en bâtière percée de plusieurs lucarnes.
Les tours d'angles octogonales sont remarquablement mises en valeur par leurs chaînages d'angle en pierre blanche qui contrastent admirablement avec la maçonnerie de briques rouges. Comme la tour-porche, elles sont percées, juste sous la toiture, de trous de boulin à encadrement de pierre blanche, qui contribuent à leur polychromie.
Chacune des tours d'angle est couverte d'une flèche en ardoises percée de lucarnes et surmontée d'une tour de vigie en forme de cloche, d'une boule en ardoises et d'une girouette.

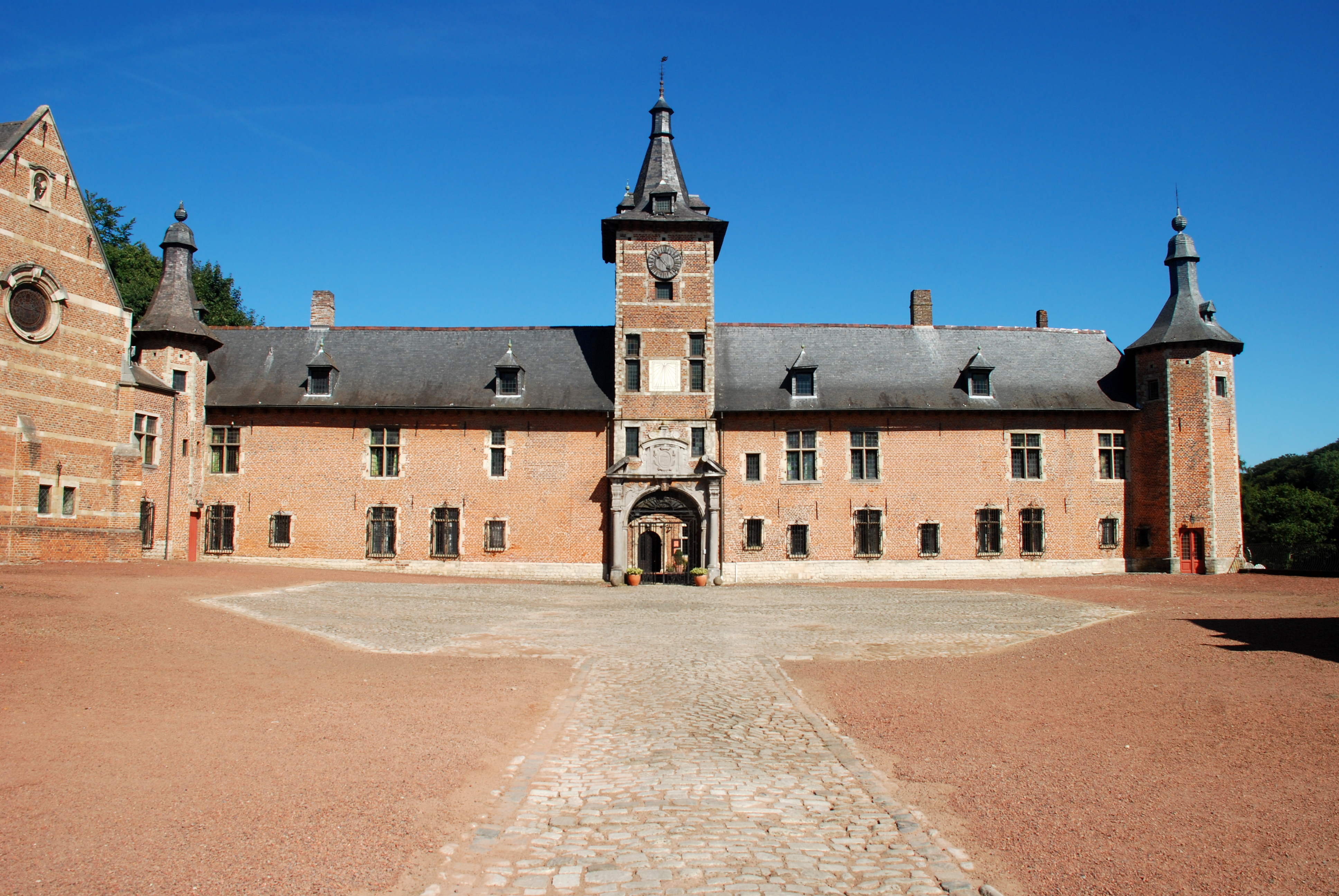
Le château vu depuis la basse-cour.

#### Cour intérieure

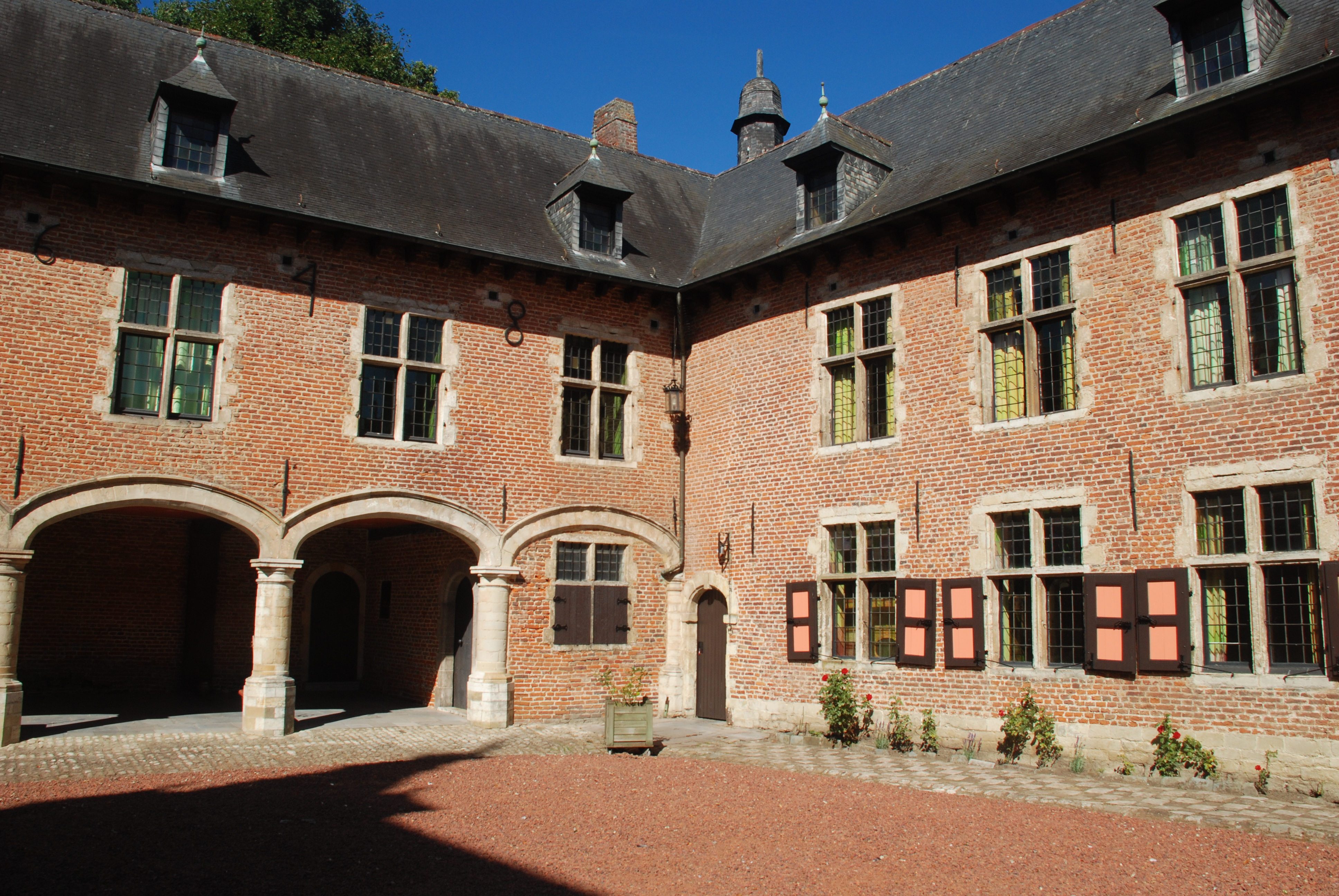
L'angle nord-ouest de la cour intérieure.

L'aile nord de la cour intérieure présente une façade symétrique de treize travées datée de 1631 par des ancres de façade. 
Dix de ces travées sont percées au rez-de-chaussée et à l'étage de grandes fenêtres rectangulaires à meneau et traverse de pierre, agrémentées de volets de couleur au niveau inférieur.
Chacune des travées extérieures est percée d'une porte dont l'encadrement de pierre blanche comporte des piédroits harpés à imposte saillante supportant un arc en plein cintre à clé saillante.
La travée centrale de cette aile septentrionale est percée d'un petit portail en pierre blanche à double structure : les piédroits supportant l'arc en plein cintre sont en effet doublés par des pilastres qui supportent quant à eux un fronton brisé.
Ce fronton est orné du blason des Spinola consistant en une épine (spinula en latin) fichée dans la fasce (bande horizontale occupant le milieu de l'écu). Le blason est entouré du collier de la Toison d'or qui rappelle que Philippe-Hyppolite Spinola fut créé chevalier de la Toison d'or en 1668 en récompense des services militaires et politiques rendus à la cause des Pays-Bas et de l'Espagne.
Les piédroits et les pilastres du portail présentent des impostes saillantes ornées de gouttes, motif ornemental en forme de petits pendentifs. 
Les autres ailes de la cour intérieure sont ornées de galeries à arcades surbaissées et colonnes toscanes. Leurs façades portent des ancres qui indiquent les dates de 1648 pour l'aile occidentale et de 1660 pour les ailes orientales et méridionales.
|  |  |  |

### Le portail occidental

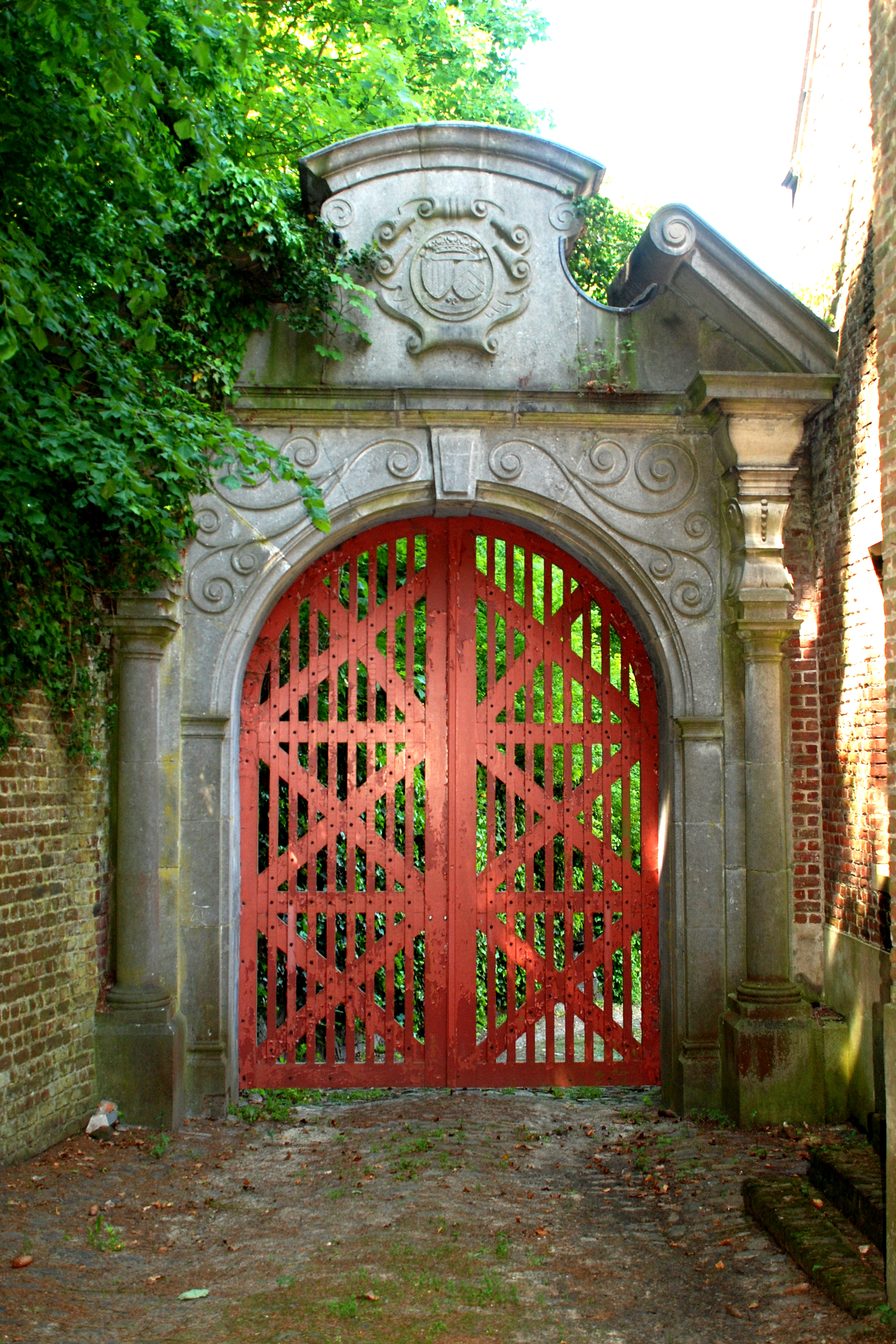
Le portail occidental.

À l'ouest du château et de l'église Sainte-Croix de Rixensart (qui a remplacé l'ancienne chapelle castrale), un portail donne accès aux jardins situés au nord du château.
Ce portail de style baroque en pierre bleue est encadré de pilastres toscans supportant un arc en plein cintre dont les écoinçons présentent un décor d'arabesques. 
Des colonnes à chapiteaux toscans supportent un fronton courbe brisé sur lequel sont gravées les armoiries et les devises de la Maison de Mérode : 
- Ou serasse Merode ? (Ou sera-ce Merode ?)
- Plus d’honneur que d'honneurs.

|  |  |

## Cinéma
- La Princesse vous demande (1967) de Jean Delire, court métrage (27 minutes) d'après la nouvelle éponyme de  Thomas Owen parue en 1963 aux Éditions Marabout dans le recueil La Cave aux crapauds et autres contes étranges, avec Philippe de Chérisey et une apparition de Maurice Béjart. Tourné au château de Rixensart avec l'autorisation de la princesse Henri de Mérode[19].